# Mónica Gonzaga
Mónica Gonzaga, nacida como Mónica Hebe González (Buenos Aires, 27 de octubre de 1957), es una modelo, exvedette y actriz argentina.

## Biografía
Nacida en 1957, tiene una extensa carrera en cine y televisión, donde interpretó infinidad de roles. 
La primera aparición de Mónica Gonzaga en el cine se realizó en 1975, cuando apenas tenía 18 años y fue para un noticiero cinematográfico llamado "Noticiario Panamericano" en el cual se anuncia una marca de bronceadores.
En cine podemos destacar su actuación en La discoteca del amor (1980) de Adolfo Aristarain, Gran Valor en la Facultad de Medicina (1981) junto a Juan Carlos Calabró, Mirame la palomita (1985) de Enrique Carreras junto a los cómicos Alberto Olmedo y Jorge Porcel, con ellos debutó en el cine con un pequeño papel en la comedia Expertos en pinchazos de (1979). 
En televisión actuó en No toca botón, junto a Alberto Olmedo, en una memorable y sensual actuación en el sketch de "El psicoanalista", en las comedias Pizza Party, Las hormigas y Stress de Juan Carlos Mesa, y en Supermingo (1987) con Juan Carlos Altavista.
Es tía del guitarrista y compositor estadounidense Albert Hammond Jr.

## Cine
| Año  | Título                                  | Personaje      |
| ---- | --------------------------------------- | -------------- |
| 1975 | Noticiario Panamericano                 |                |
| 1978 | Las locuras del profesor                | Modelo #1      |
| 1979 | Expertos en pinchazos                   | Cheta          |
| 1979 | La carpa del amor                       | Lita           |
| 1979 | La playa del amor                       | Andrea         |
| 1980 | La discoteca del amor                   | Gloria         |
| 1981 | Ritmo, amor y primavera                 | Mónica         |
| 1981 | Gran Valor en la Facultad de Medicina   | Adelina        |
| 1984 | Sálvese quien pueda                     | Martina        |
| 1985 | Miráme la palomita                      | Alicia         |
| 1986 | Las aventuras de Tremendo               | Marita         |
| 1987 | Los bañeros más locos del mundo         | Victoria       |
| 1987 | Los taxistas del humor: El mago francés | Ángela         |
| 1987 | Stormquest                              | Tania "Tani"   |
| 1988 | La clínica loca                         | Leticia "Leti" |
| 1989 | Bañeros II, la playa loca               | Ana            |
| 1996 | Adiós, abuelo                           | Celia          |
| 2001 | Vidas privadas                          | Mujer madura   |
| 2004 | Cama adentro                            | Irma           |
| 2008 | Motivos para no enamorarse              | Isabel         |
| 2008 | Amorosa soledad                         | Madre          |
| 2009 | Rehén de ilusiones                      | Magdalena      |
| 2009 | Papá por un día                         | María Inés     |
| 2015 | Noche de perros                         | Mónica         |
| 2015 | Showroom                                | Valeria        |
| 2019 | Margen de error                         | Sandra         |
| 2021 | Amor bandido                            | Lucía          |
| 2022 | A orillas del río                       | Juliana        |
| 2023 | Elena sabe                              | Mimí           |

| Año  | Título       | Personaje          |
| ---- | ------------ | ------------------ |
| 2008 | El ojo único | Criminal           |
| 2016 | Camarín      | La directora       |
| 2019 | Fin          | Mujer del catering |

## Televisión
| Año         | Título                               | Personaje                                |
| ----------- | ------------------------------------ | ---------------------------------------- |
| 1980        | Fabián 2 Mariana 0                   | Fanny                                    |
| 1981        | Matrimonios y algo más               | Verónica / Silvia                        |
| 1983 y 1986 | Mesa de noticias                     | Mónica                                   |
| 1985        | No toca botón                        | Varios                                   |
| 1985        | Un toque de conmoción                | Alejandra                                |
| 1986        | Supermingo                           | Ella misma                               |
| 1987        | Las hormigas                         | Dania                                    |
| 1989-1990   | Así son los míos                     | Estela                                   |
| 1989        | Pizza Party                          | Varios                                   |
| 1990        | Viernes de comedia                   | Varios                                   |
| 1990        | Stress                               | Varios                                   |
| 1991        | El árbol azul                        | Mónica de Cardone                        |
| 1992        | Desde adentro                        | Karina                                   |
| 1992        | Son de diez                          | Graciela                                 |
| 1993        | La banda del Golden Rocket           | Emilia                                   |
| 1993        | Gerente de familia                   | Socorro Bulnes                           |
| 1993        | Canto rodado                         | Amalia Orozco                            |
| 1994        | Grande pa!                           | Leticia                                  |
| 1995        | Montaña rusa, otra vuelta            | Adriana                                  |
| 1995        | Amigovios                            | Victoria Carril                          |
| 1996        | Como pan caliente                    | Gladis                                   |
| 1996        | Mi familia es un dibujo              | Lujan                                    |
| 1997        | Señoras y Señores                    | Zulma                                    |
| 1999        | Campeones de la vida                 | Constanza                                |
| 2000        | Primicias                            | Diana                                    |
| 2001        | PH, propiedad horizontal             | Cristina "Cris"                          |
| 2002        | Los simuladores                      | Andrea de Sosa                           |
| 2004        | Los Roldán                           | Carola                                   |
| 2005        | La niñera                            | Ivonne                                   |
| 2005        | Doble vida                           | Clelia                                   |
| 2005        | Una familia especial                 | Dora "Dorita"                            |
| 2005-2006   | Casados con hijos                    | Maya / Ella misma                        |
| 2006        | Se dice amor                         | Mercedes Peralta Ramos                   |
| 2007        | La ley del amor                      | Silvia                                   |
| 2008        | Amas de casa desesperadas            | Paz Bascartel                            |
| 2008        | Aquí no hay quien viva               | Mamá de Federico                         |
| 2009        | Mitos, crónicas del amor descartable | Graciela                                 |
| 2009        | Champs 12                            | Sandra Del Moro                          |
| 2011        | Herederos de una venganza            | Mercedes "Meme"                          |
| 2011        | Todas a mí                           | Margarita "Marga"                        |
| 2011        | Adictos                              | Rebeca Ibarguren "Ep10: No estamos bien" |
| 2012        | Mi problema con las mujeres          | Elsa Salinas                             |
| 2013        | Farsantes                            | Ersilia Pedriera                         |
| 2014        | Viudas e hijos del Rock & Roll       | Fini                                     |
| 2014-2015   | Guapas                               | Graciela                                 |
| 2014        | Coma, el amor te despierta           | Gerda                                    |
| 2015        | 4 reinas                             | Julia                                    |
| 2019        | Otros pecados                        | Marta "Ep10: El reloj"                   |
| 2023        | Barrabrava                           | Gladys                                   |

## Teatro
- Día de fiesta (1988) - Teatro Hermitage de Mar del Plata junto a Carlos Calvo, Raúl Taibo, Raúl Rossi y Berugo Carambula.
- Violines y trompetas junto a Susana Campos, Alberto de Mendoza y Rudy Carrié.
- Musical junto a Barbara Mujica y Andrés Percivale.
- Quiero pero no puedo junto a Alberto Olmedo y elenco - Dirección: Hugo Sofovich.
- Las doradas (2026) junto a Silvia Pérez; Adriana Salgueiro; Katja Alemann; Marta Bianchi y elenco - Dirección: José María Muscari.